# Lawrence z Arabii (film)
Lawrence z Arabii (ang. Lawrence of Arabia) – brytyjski dramat przygodowy z 1962 roku w reżyserii Davida Leana, oparty na autobiograficznej powieści T.E. Lawrence’a pt. Siedem filarów mądrości (ang. Seven Pillars of Wisdom), wydanej w 1926 roku. W roli tytułowej wystąpił Peter O’Toole. Producentem filmu był Sam Spiegel, współpracujący wcześniej z Leanem nad inną cenioną produkcją, Most na rzece Kwai. Muzykę do filmu skomponował Maurice Jarre.

## Fabuła

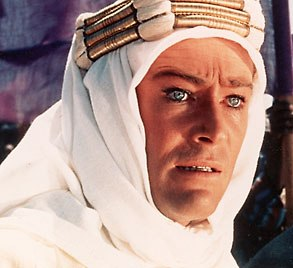
Peter O’Toole

Film oparty jest na doświadczeniach T.E. Lawrence’a w Arabii podczas I wojny światowej, w szczególności związanych ze zdobyciem fortu Akaba oraz Damaszku. Lawrence, brytyjski oficer, dołącza do wojsk emira Fajsala, przywódcy arabskiego powstania skierowanego przeciwko Turkom. Po przebyciu pustyni wraz z niewielkim oddziałem wojska oraz udanym ataku na fort Akaba, zyskuje status bohatera wśród Arabów i Anglików. Angażuje się również w polityczne próby zjednoczenia plemion arabskich. Do najważniejszych wątków filmu zalicza się też konflikt wewnętrzny bohatera związany z poszukiwaniem własnej tożsamości oraz koniecznością wyboru lojalności względem ojczystej Brytanii i nowo poznanych wśród pustynnych plemion przyjaciół.

## Obsada
- Peter O’Toole – T.E. Lawrence
- Alec Guinness – książę Fajsal
- Omar Sharif – szarif Ali Ibn El Kharish
- Jack Hawkins – generał Allenby
- Charles Gray – generał Allenby (głos, sceny w wersji reżyserskiej)[4]
- Anthony Quinn – Auda abu Taji
- Donald Wolfit – generał Archibald Murray
- José Ferrer – bej turecki
- Anthony Quayle – pułkownik Harry Brighton
- Claude Rains – pan Dryden
- Arthur Kennedy – Jackson Bentley
- I.S. Johar – Gasim
- Gamil Ratib – Madżid
- Robert Rietti – Madżid (głos)
- Michel Ray – Farraj
- John Dimech – Daud

## Najważniejsze nagrody
Film był nominowany w 1963 do 10 Nagród Akademii, zdobył 7 statuetek, w tym nagrodę za najlepszy film. W 1998 American Film Institute umieścił Lawrence’a z Arabii na swej liście 100 najważniejszych amerykańskich filmów stulecia.

### Nagrody Akademii
| Nagroda                                  | Laureat                          |
| ---------------------------------------- | -------------------------------- |
| za najlepszą reżyserię                   | David Lean                       |
| za najlepszą scenografię                 | John Box John Stoll Dario Simoni |
| za najlepsze zdjęcia                     | Freddie Young                    |
| za najlepszy film                        | Sam Spiegel                      |
| za najlepszy montaż                      | Anne V. Coates                   |
| za muzykę filmową                        | Maurice Jarre                    |
| za najlepszy dźwięk                      | John Cox                         |
| Nominacje                                |                                  |
| dla najlepszego aktora pierwszoplanowego | Peter O’Toole                    |
| dla najlepszego aktora drugoplanowego    | Omar Sharif                      |
| za najlepszy scenariusz adaptowany       | Robert Bolt Michael Wilson       |

### Nagrody BAFTA
| Nagroda                                  | Laureat                |
| ---------------------------------------- | ---------------------- |
| za najlepszy film brytyjski              | David Lean Sam Spiegel |
| za najlepszy film                        | David Lean Sam Spiegel |
| dla najlepszego aktora pierwszoplanowego | Peter O’Toole          |
| za najlepszy scenariusz brytyjski        | Robert Bolt            |
| Nominacje                                |                        |
| najlepszy aktor zagraniczny              | Anthony Quinn          |

### Złote Globy
| Nagroda                               | Laureat                |
| ------------------------------------- | ---------------------- |
| za najlepszy film                     | David Lean Sam Spiegel |
| dla najlepszego reżysera              | David Lean             |
| za najlepsze zdjęcia                  | Freddie Young          |
| dla najlepszego aktora drugoplanowego | Omar Sharif            |
| za debiut                             | Omar Sharif            |
| Nominacje                             |                        |
| za debiut                             | Peter O’Toole          |